# Banița, Buzău
Banița este un sat în comuna Săgeata din județul Buzău, Muntenia, România. Se află în Câmpia Română, în sud-estul județului. Satul este situat pe malul stîng al râului Buzău. Ulițele satului sunt perpendiculare între ele la intersecții și au lățime constantă pe toată lungimea lor. Locuitorii satului își spun, se autointitulează "băniceri". .

## Sate vecine
Banița este legată comunicațional prin șoseaua județeană DJ203K de satul Găvănești (prin cătunul Movilița) la vest și cu satul Moșești la est. În partea de sud, peste râul Buzău, se afă satul Cotu Ciorii (Ciorani)  cu care se comunică rutier mai greu fiindcă nu există pod peste Buzău.